# Fredrik Georg Gade (üzletember)
Fredrik Georg Gade (Bergen, 1830. június 4. – 1905. május 16.) német származású norvég üzletember és politikus.

## Családja, származása
Fredrik Georg Gade és felesége, Anna gyermekeként született, ősei Hannoverből vándoroltak ki a 18. század második felében. 1954-ben feleségül vette Fredrik Meltzer Wallem testvérét, Ingeborg Wallemet. Fiaik, Fredrik Georg Gade és Herman Gerhard Gade egyaránt ismert orvosok lettek. Nagybátyja volt Fredrik Herman Gade-nek és John Allyne Gade-nek, feleségén keresztül pedig Fredrik Barbe Wallemnek is.